# Mus bufo
Mus bufo је врста глодара из породице мишева (лат. Muridae). 

## Распрострањење
Врста је присутна у Бурундију, ДР Конгу, Руанди и Уганди.

## Станиште
Врста Mus bufo има станиште на копну.

## Угроженост
Ова врста није угрожена, и наведена је као последња брига јер има широко распрострањење.

### Популациони тренд
Популација ове врсте је стабилна, судећи по доступним подацима.